# Effacement (roman)
Effacement (titre original : Erasure) est un roman de l'écrivain américain Percival Everett, paru en 2001.
Le roman est traduit en français en 2004.
Le roman satirise les courants dominants de discussion liés à la publication et à la réception de la littérature afro-américaine.

## Réception

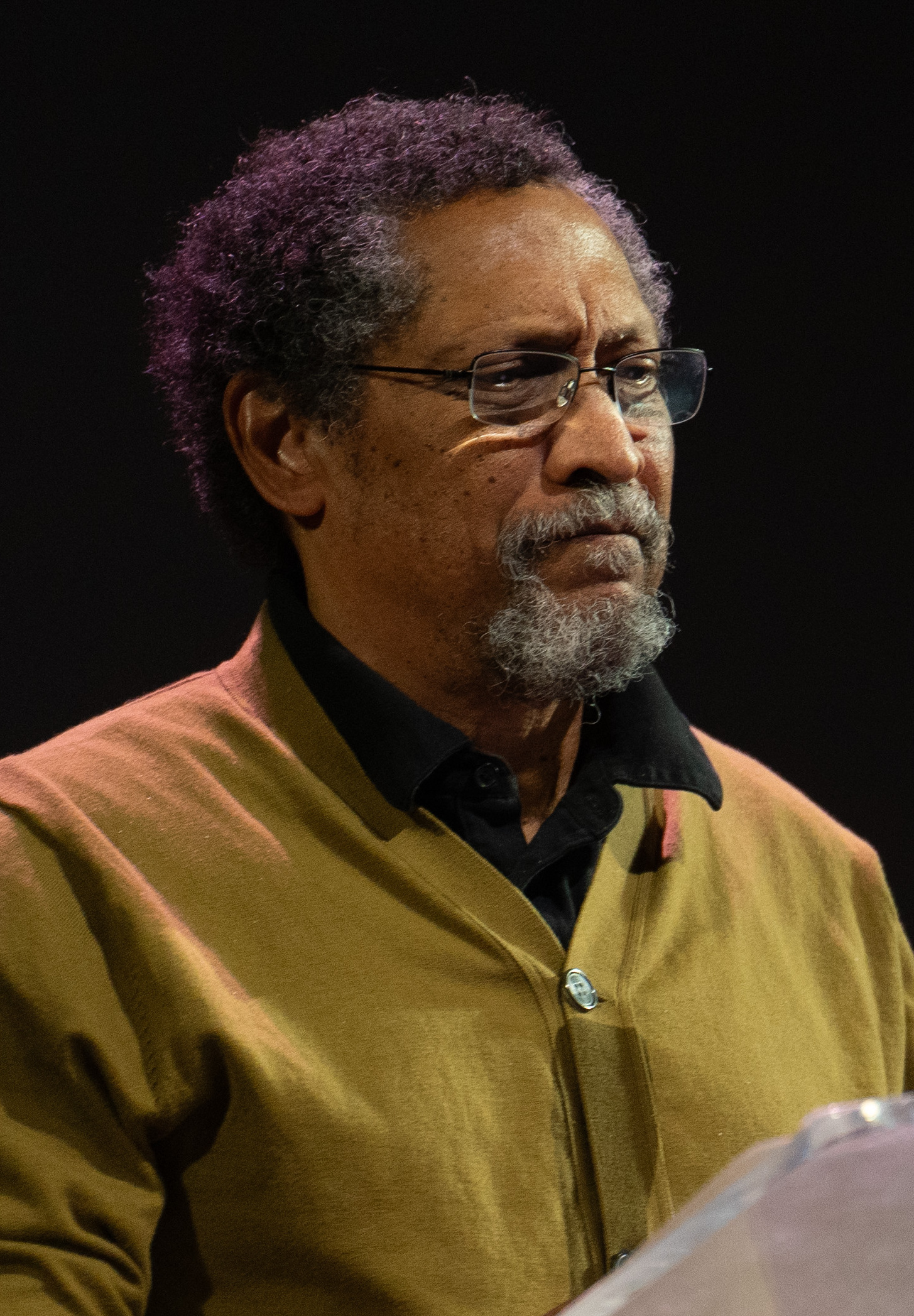
Percival Everett en 2024.

Le Monde met en avant « la difficile réinsertion du ressuscité » qu'évoque le livre.
En anglais, The Guardian décrit comme « une parodie habile et prolongée de romans de ghetto tels que Sapphire's Push »

## Adaptation cinématographique
Il fut adapté au cinéma en 2023 par titre Fiction à l'américaine par Cord Jefferson (en), avec Jeffrey Wright, Sterling K. Brown et Tracee Ellis Ross dans les rôles principaux.
Le film remporte le meilleur scénario adapté à la Oscars 2024, et le prix du public au Festival international du film de Toronto 2023,.